# Couvent de Gaden Choeling
Le Couvent de Gaden Choeling

## Histoire
Palden Choetso, une nonne âgée de 35 ans, s'immole et meurt le 3 novembre 2011 à Tawu.